# Ibolyás rókagomba
Az ibolyás rókagomba (Cantharellus amethysteus) a rókagombafélék családjába tartozó, Európában honos, lombos és tűlevelű erdőkben élő, ehető gombafaj.

## Megjelenése
Az ibolyás rókagomba kalapja 2-8 cm széles, alakja fiatalon domború, majd laposan, bemélyedően kiterül. Széle eleinte begöngyölt, idősen szabálytalanná, lebenyessé válik. Alapszíne világossárgától mélysárgáig terjed, rajta koncentrikusan elhelyezkedő ibolyásszürke pikkelyekkel, amelyek a kalap széle felé világosabbak.
Húsa halvány krémsárga, sárgás vagy barnás-narancsos. Szaga kellemes, gyümölcsös (barackszerű), íze kellemes.
Alsó termőrétege nem lemezeket, hanem ritkás vagy sűrűbb ráncokat alkot. A ráncok vastagok, lefutók, a tönkre is leérnek, a kalap szélénél általában villásan elágaznak. Színe sárga. 
Tönkje 3–6 cm magas és 1–2 cm vastag. Alakja lefelé keskenyedő, csúcsán a kalapban folytatódik, attól nem különül el élesen. Színe valamivel világosabb sárga mint a kalapé, tövén barnulhat. Felszíne ibolyásszürkén pikkelykés lehet.
Spórapora fehér. Spórája 8-10 x 4,5-6 µm-es, elliptikus, sima, sűrűn olajcseppes.

### Hasonló fajok
A sárga rókagomba, a narancsvörös rókagomba, a halvány rókagomba, a narancsvörös álrókagomba, esetleg a mérgező világító tölcsérgomba hasonlíthat hozzá.

## Elterjedése és termőhelye
Európában honos. Magyarországon ritka. 
Lombos erdőkben, ritkábban fenyvesekben fordul elő, inkább savanyú talajon. Júniustól októberig terem. 

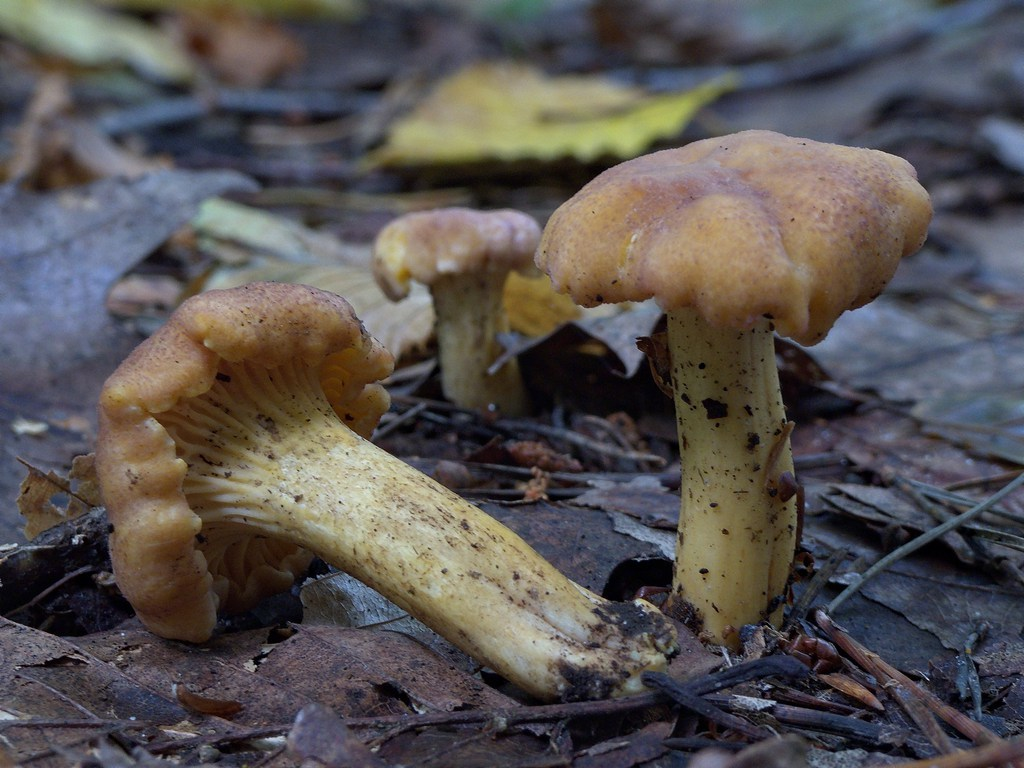
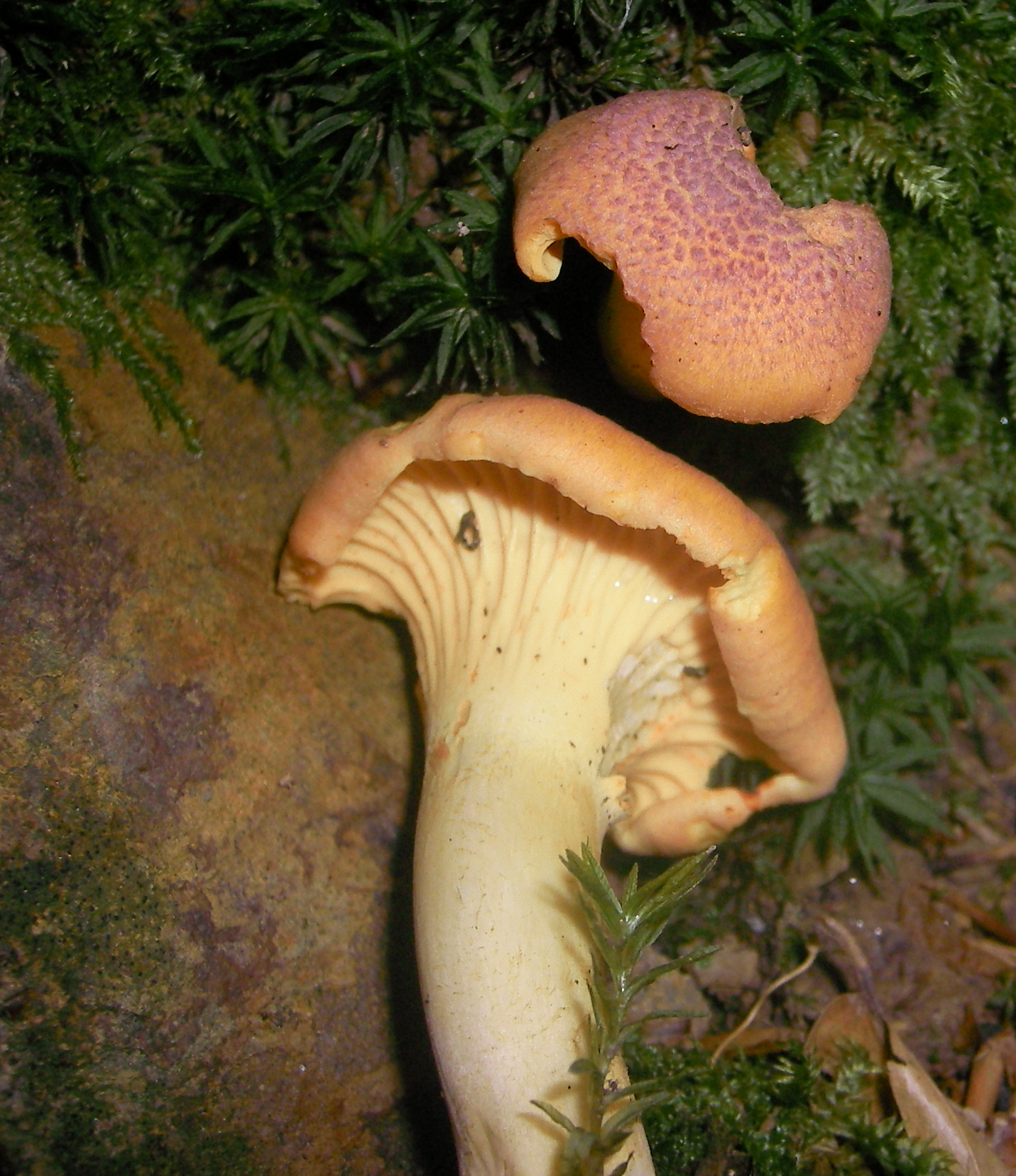
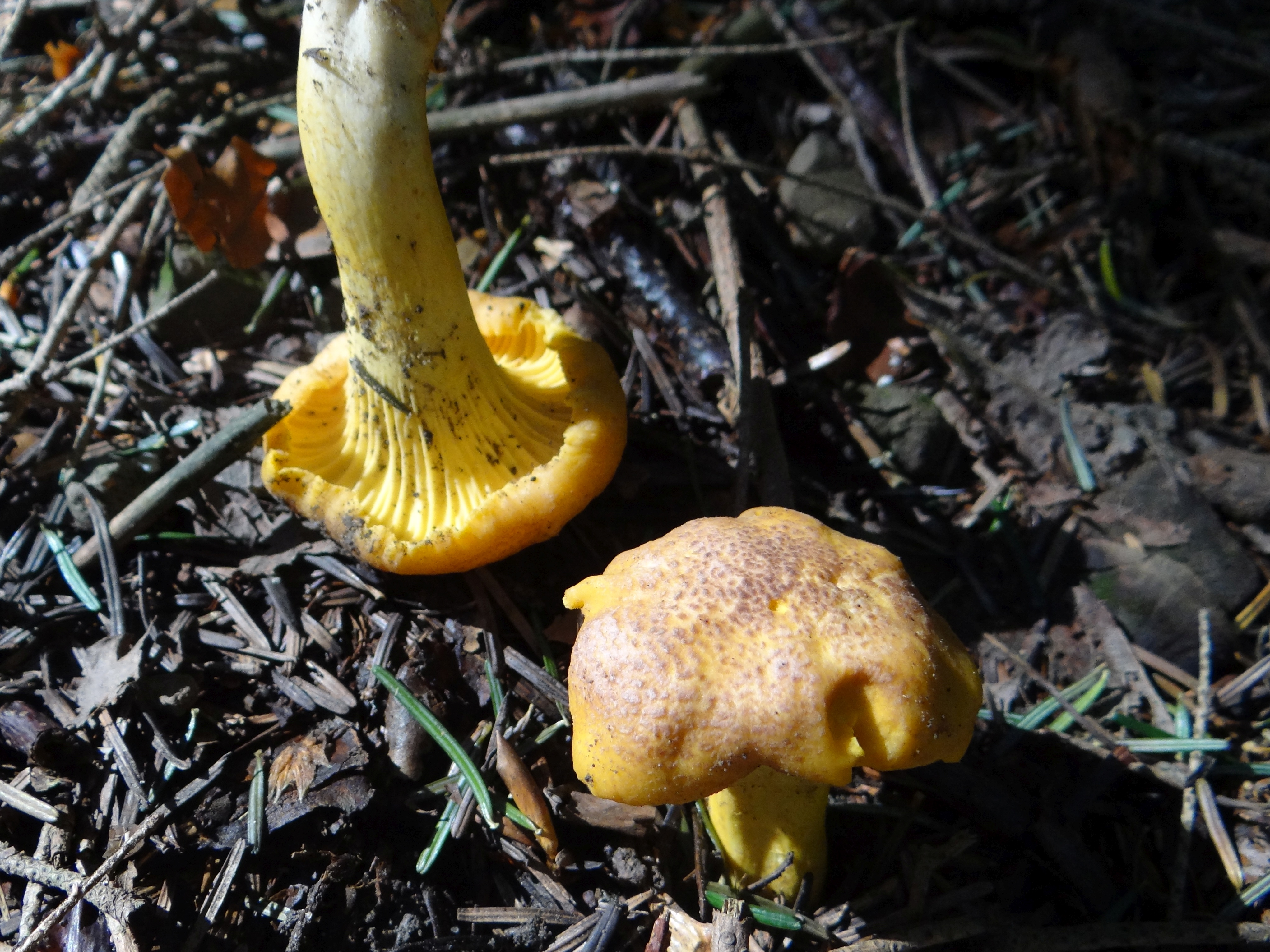
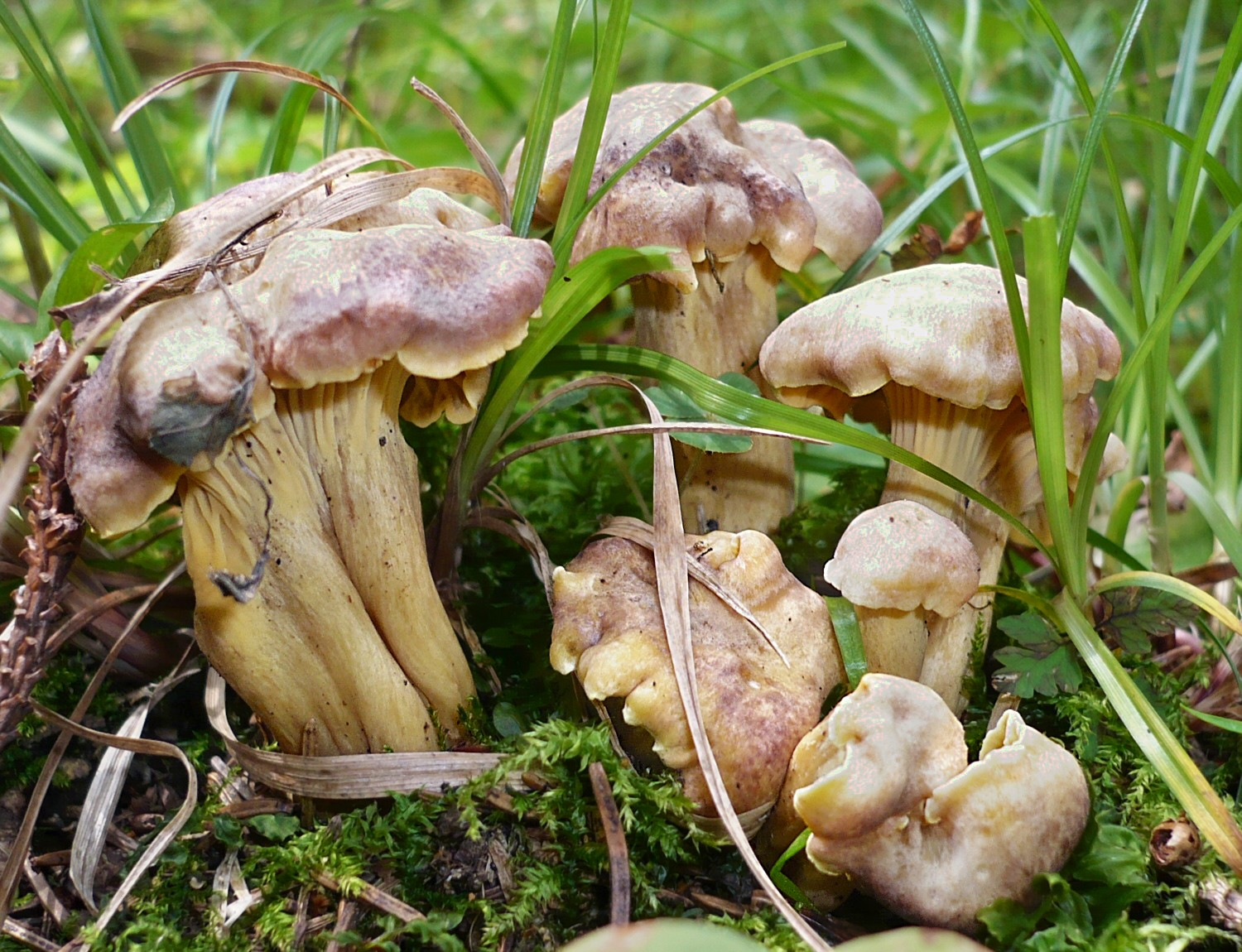
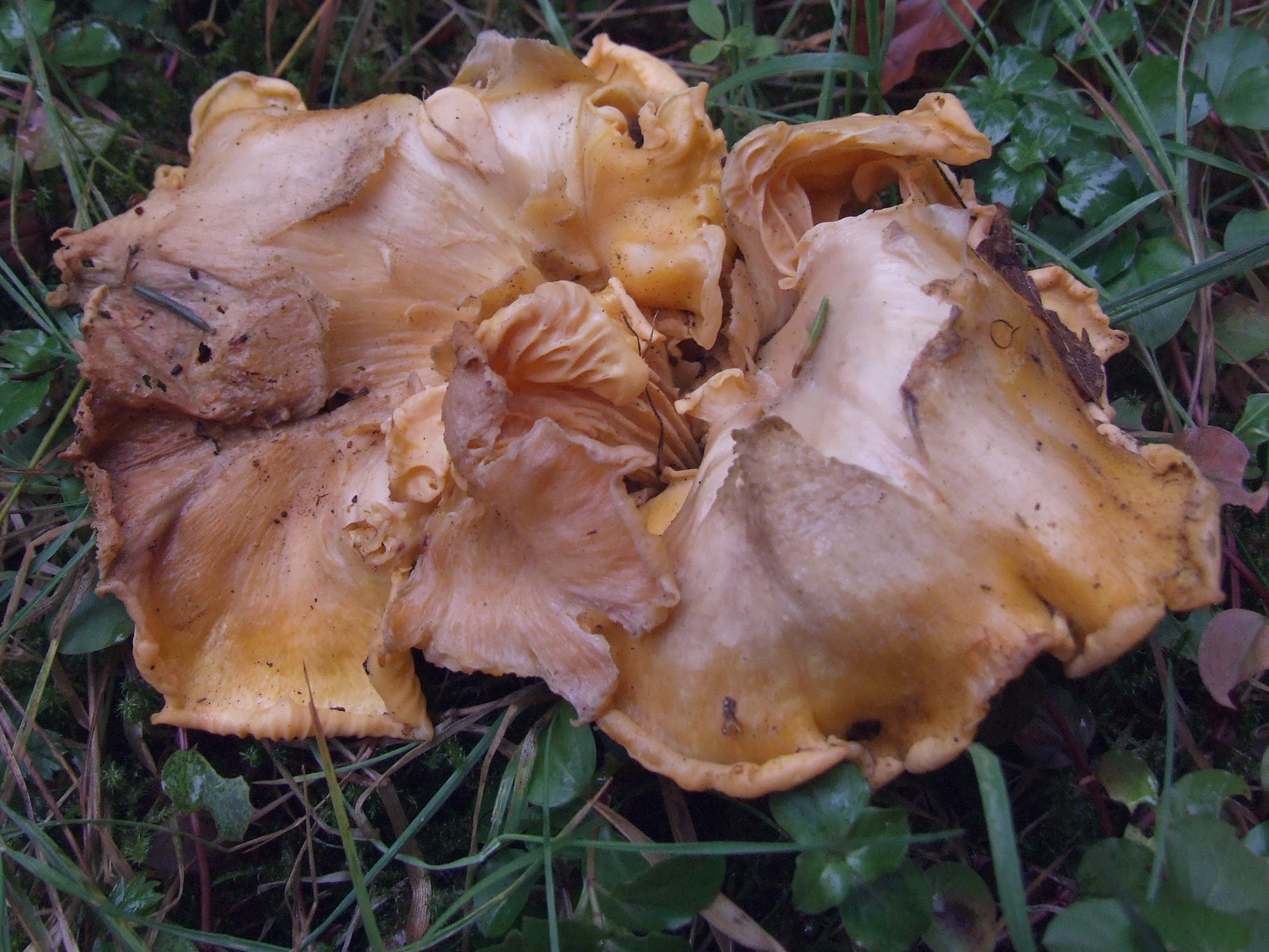

Ehető, ízletes gomba.  